# Gregorio Garavito Jiménez
Gregorio Garavito Jiménez S.M.M. (Junín, 9 de março de 1919 — 16 de fevereiro de 2016) foi um prelado colombiano da Igreja Católica Romana. A partir de 2009, ele foi um dos mais antigos bispos católicos colombianos.
Jiménez nasceu em Junín, Colômbia e foi ordenado sacerdote no dia 24 de julho de 1942 na ordem religiosa do Luís Maria Grignion de Montfort. Jiménez foi nomeado bispo auxiliar da Arquidiocese de Villavicencio, bem como Bispo titular de Cyparissia no dia 4 de dezembro de 1961 e consagrada no dia 11 de fevereiro de 1962. Ele foi nomeado Arcebispo da Arquidiocese de Villavicencio no dia 26 de abril de 1969 e aposentado no dia 3 de maio de 1994.